# Општина Чезиени (Олт)
Чезиени (рум. Cezieni) општина је у Румунији у округу Олт.
Oпштина се налази на надморској висини од 114 m.